# Wapen van Ranst
Het wapen van Ranst is het heraldisch wapen van de Antwerpse gemeente Ranst. Het wapen werd op 16 juni 1914, per koninklijk besluit aan de gemeente toegekend. Nadien is het wapen een keer in gewijzigde vorm op 11 maart 1986 per ministerieel besluit aan de nieuw gevormde gemeente Ranst toegekend.

## Blazoeneringen
De blazoenering van het eerste wapen luidt als volgt:
In blauw bezaaid met gouden blokjes een keper van 't zelfde over alles heen. Het schild overdekt met een baronnenkroon met negen paarlen op den ring, gedekt met de uitkomende beeltenis van Sint-Pancratius, houdende in de rechterhand een zwaard en in de linkerhand een geopend boek. Alles van zilver. Schildhouders: twee gouden griffioenen houdende de banieren met de wapens van het schild. Schildhouders: twee gouden griffioenen houdende de banieren met de wapens van het schild.
Het wapen is blauw van kleur met daarop een geheel gouden voorstelling. Over het gehele wapen versrpeid staan blokjes. Over de blokjes heen één keper. Op het schild een gouden kroon met daarop negen witte parels. Uit de kroon komt de heilige Pancratius met in zijn rechterhand een zwaard en in zijn linker een opengeslagen boek. De heilige en zijn attributen zijn geheel van zilver. Aan weerszijden van het schild staat een gouden griffioen met in de voorste hand een banier, waarop een afbeelding staat gelijk aan het schild, en met de andere hand houdt hij het schild vast.
Tweede wapen
Gevierendeeld 1. in lazuur bezaaid met blokjes van goud, een keper van hetzelfde 2. en 3. in lazuur een geschaakte dwarsbalk van drie rijen van goud en van keel, vergezeld van drie mispelbloemen van zilver 4. in keel een Sint-Gummarus van goud.
Het wapen is opgedeeld in vier kwartieren. Het eerste is gelijk aan het schild uit het oude wapen. Het tweede en derde kwartier zijn eveneens blauw van kleur, maar hebben een rood-wit geblokte dwarsbalk met erboven twee zilveren mispelbloemen en eronder een. Het vierde kwartier is rood van kleur met daarop een gouden beeld van de heilige Gummarus. Het wapen heeft niet langer een kroon en ook geen schildhouders.

## Geschiedenis
Een eerste vermelding van een wapen of zegel van Ranst stamt uit 1782. Het zegel is dat van de familie De Fourneau de Cruyckenbourg, die de hoge en middelbare jurisdictie in Ranst had gekocht. De griffioenen komen van het familiewapen en de heilige die in het oude wapen uit de kroon komt, is de parochieheilige van Ranst.
Broechem en Oelegem werden in 1604 van elkaar gescheiden toen Oelegem een zelfstandige heerlijkheid werd. De twee heerlijkheden behoorden doorgaans wel aan dezelfde eigenaren. In 1786 verkreeg Jacob Antoon de Fraula, reeds heer van Oelegem, ook Broechem. In 1951 kreeg de gemeente Broechem, waar ook Oelegem toe behoorde, het wapen van de familie Fraula als gemeentewapen. Omdat ook Oelegem als heerlijkheid aan De Fraula toebehoorde, kan het wapen ook voor die deelgemeente gelden.
Emblem had zelf geen wapen, want het behoorde tot de bijvang van Lier en was daarmee onderdeel van het markgraafschap Antwerpen. Het wapen van het bijvang van Lier bestond uit een gekwartierd wapen met in het eerste en vierde kwartier het wapen van Brabant en in het tweede en derde kwartier het wapen van het hertogdom Limburg. Omdat een gevierendeeld wapen met in het vierde kwartier opnieuw vier kwartieren te druk wordt, is er voor gekozen om de patroonheilige, Sint Gummarus van Emblem in dit kwartier te plaatsen.
In 1977 fuseerden de gemeenten Broechem, Emblem, Oelegem en Ranst tot de nieuwe gemeente Ranst. Na de fusie vroeg de gemeente een nieuw wapen aan met daarin voor elke deelgemeente een apart kwartier. Het eerste kwartier is het oude wapen van Ranst, het tweede kwartier is het wapen van Broechem en staat voor Broechem en voor Oelegem, het vierde kwartier staat voor Emblem.

## Vergelijkbare wapens
Het wapen is op historische gronden te vergelijken met de volgende wapens:

Het wapen van de familie De Fourneau de Cruyckenbourg
Het wapen van Dilbeek
Het wapen van Kampenhout
Het wapen van Ternat